# Georg von Werthern (Staatsmann)
Georg von Werthern (* 15. September 1581 in Frohndorf; † 10. Juni 1636 in Dresden) war ein kursächsischer Staatsmann. Er war Gesandter, Geheimer Rat, Oberlandeshauptmann und Oberhofrichter und ist der Stifter der im 20. Jahrhundert in männlicher Linie ausgestorbenen Beichlingen'schen Linie des thüringischen Adelsgeschlechts von Werthern.

## Leben
Er war der zweitälteste Sohn des Hans von Werthern (1555–1633), dem Besitzer der Herrschaft Wiehe. Anna von Ponickau war seine Mutter, die bereits 1592 wenige Tage vor dem 11. Geburtstag von Georg von Wertherns starb. Daraufhin heiratete sein Vater ein zweites Mal. Maria von Trotha wurde zur Stiefmutter von Georg von Werthern.
Georg von Werthern schlug eine Verwaltungslaufbahn im Dienst des Wettiner ein, nachdem er drei Jahre an der Universität Jena studiert hatte. 1621 wurde er erster kursächsischer Gesandter in Wien. Im Jahre 1629 erfolgte seine Ernennung zum Richter am Oberhofgericht in Leipzig und im darauffolgenden Jahr zum Oberlandeshauptmann in Thüringen.
Kurfürst Johann Georg I. von Sachsen beauftragte ihn mit den Verhandlungen zum Abschluss des Prager Friedens.
Nach dem Tod des Vaters Hans von Werthern hatte er in der Erbteilung mit seinen Geschwistern die Grafschaft Beichlingen, die Herrschaft Frohndorf und Wasserthaleben in der Grafschaft Schwarzburg-Sondershausen erhalten. Als er 1636 starb, wurde er in der Sophienkirche beigesetzt. Nach Ende des Dreißigjährigen Krieges wurde seine sterblichen Überreste auf Verlangen seiner Familie nach Kölleda überführt und in der dortigen Stadtkirche beigesetzt.

## Familie

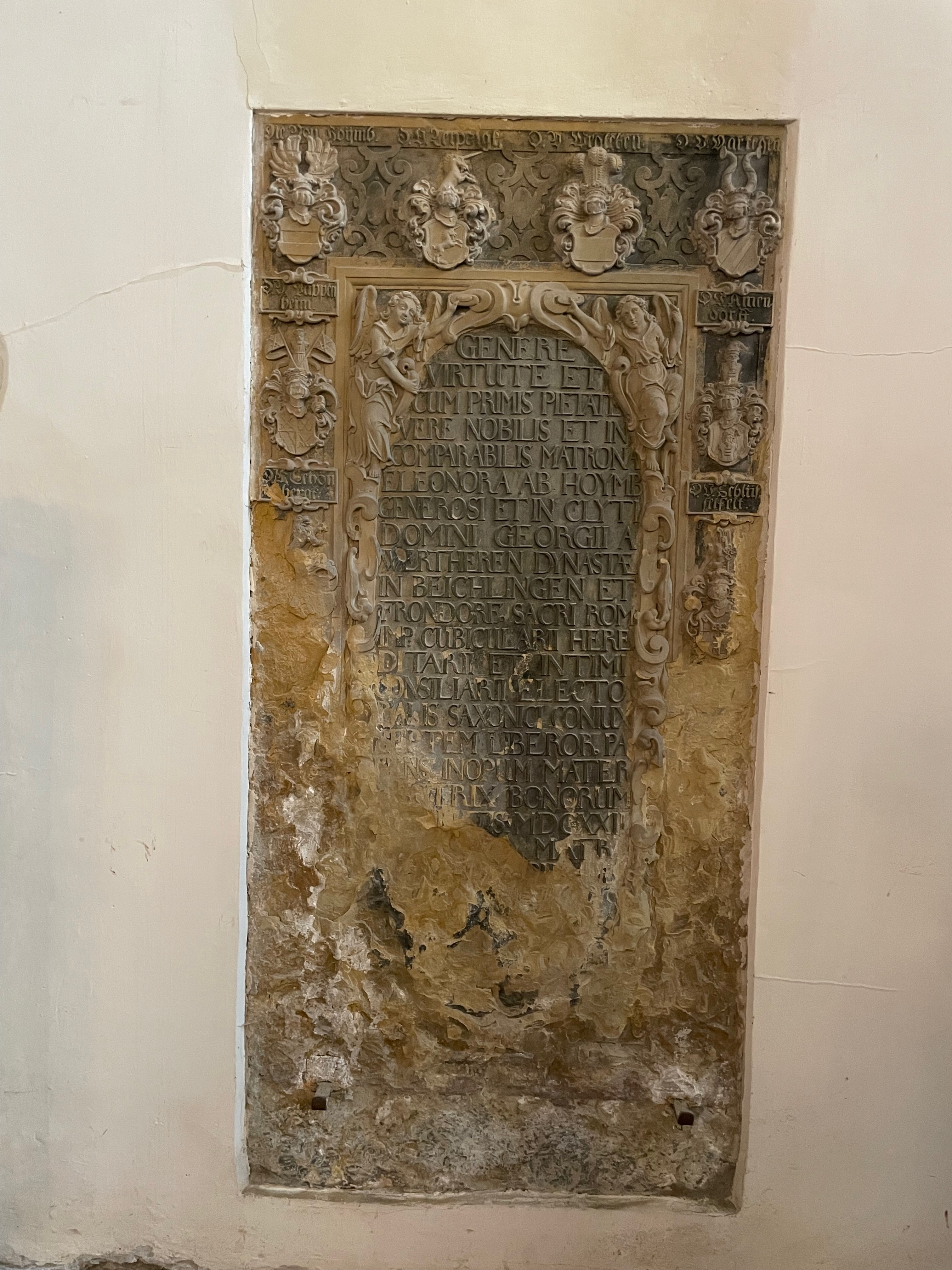
Epitaph Eleonore von Werthern (1582–1622), St. Wipperti Kölleda

Georg von Werthern heiratete 1607 Eleonora, geborene von Hoym (1582–1622). Zu ihren Kindern zählten u. a.:
- Dietrich von Werthern (1613–1658), kursächsischer Obersteuereinnehmer, Kammerdirektor und Geheimer Rat,
- Wolfgang von Werthern (1614–1660), Geheimer Rat und Obersteuereinnehmer, Direktor des Bergratskollegiums und Oberhauptmann des Erzgebirgischen Kreises, in der Fruchtbringenden Gesellschaft genannt “Der Heilbare”
- Maria Catharina von Werthern, Ehefrau des Friedrich Wilhelm Marschall, (1622–1693), Erbmarschall in Thüringen und Rittergutsbesitzer in Herrengosserstedt und Zöbigker.

Nach dem Tod seiner ersten Ehefrau heiratete Georg von Werthern 1625 Rahel geborene von Einsiedel (1599–1667). Sie hatten die gemeinsamen Söhne:
- Hans von Werthern (1626–1693), kursächsischer Kammerherr, Herr zu Guthmannshausen, Frohndorf und Kölleda, Inspektor der Landesschule Pforta
- Eleonora (1628–1677) ⚭ Rudolph Levin Marschall (1605–1673), kursächsischer Kammerherr und Erbmarschall in Thüringen
- Heinrich (1629)
- Friedrich von Werthern (1630–1686), Geheimer Rat, Oberhofrichter und Oberhauptmann des Thüringischen Kreises
- Anna Elisabeth (1631–1704) ⚭ Ernst Friedemann von Selmnitz (1620–1678), kursächsischer Geheimer Rat, Kammerherr und Oberaufseher der Grafschaft Mansfeld
- Maria Catharina (1635–1667) ⚭ Friedrich Wilhelm Marschall (1622–1693), Erbmarschall in Thüringen. Mit ihrer Vermählung 1643 ging das Gut Wasserthaleben an die Familie Marschall